# Hippotion inquinalis
Hippotion inquinalis är en fjärilsart som beskrevs av Swinhoe 1892. Hippotion inquinalis ingår i släktet Hippotion och familjen svärmare. Inga underarter finns listade i Catalogue of Life.